# Simulium uaense
Simulium uaense är en tvåvingeart som beskrevs av Sechan 1983. Simulium uaense ingår i släktet Simulium och familjen knott. Inga underarter finns listade i Catalogue of Life.